# Straight Outta Lynwood
Straight Outta Lynwood is het twaalfde studioalbum van "Weird Al" Yankovic. Het album werd als eerste uitgebracht in de Verenigde Staten op 26 september 2006 als een DualDisc. De dvd-zijde van de DualDisc bevat video volgens de NTSC-standaard. Hierdoor zal het album in landen waar de PAL-standaard gebruikt wordt als dubbel-cd-/dvd-album worden uitgebracht. De dvd-zijde van de DualDisc is echter wel regiovrij. De titel is een parodie op de naam van het album Straight Outta Compton van N.W.A.. Hoewel "Weird Al" Yankovic in Downey geboren is, is hij opgegroeid in het nabijgelegen Lynwood.